# Family Plan
Family Plan é um filme feito para televisão filmado em Los Angeles por Mat IV Productions em associação com a Alpine Mídia e Larry Levinson Productions e apresentado pela Hallmark Entertainment. Ele estreou em 12 de fevereiro de 2005 no Hallmark Channel, como parte de sua comemoração do Dia dos Namorados.

## Enredo
Charlie (Tori Spelling) trabalha para uma empresa que é tomado por Walcott (Greg Germann) que acredita que os valores familiares são uma prioridade. Charlie dirige sua carreira mentindo um pouco quando precionado pelas normas de Walcott, e acredita que ela está clara. Mas, quando Walcott se convida para jantar, ela pede a casa de sua amiga e filha (Abigail Breslin) e contrata o ator Buck (Jordan Bridges) para interpretar o marido para a noite. O ato de uma noite se transforma em um show em tempo integral quando seu chefe decide alugar a casa ao lado para o verão, forçando Charlie e Buck a ficar juntos no estilo de vida falso que ela criou.

## Elenco
- Charlie – Tori Spelling
- Walcott – Greg Germann
- Buck – Jordan Bridges
- Nicole – Abigail Breslin
- Stacy – Kali Rocha
- Victoria – Kate Vernon
- Gold – Jon Polito
- Troy – Christopher Cass